# Pierfelice Ravenna
Pierfelice (Pedro Felix, Pierre Félice) Ravenna (1938) é um botânico e professor chileno de origem britânica.